# Israil Arsamakov
Israil Magomedgireievitch Arsamakov (em russo:  Исраил Магомедгиреевич Арсамаков; 8 de fevereiro de 1962, em Grózni) é um russo, campeão mundial e olímpico em halterofilismo pela União Soviética.
Israil Arsamakov apareceu no Campeonato Mundial para juniores de 1980, em Montreal. Ficou em segundo lugar, na categoria até 82,5 kg, levantou 160 kg no arranque e 180 no arremesso (340 kg no total olímpico).
Nos campeonatos seguintes ele melhorou seu desempenho. Em 1981, Lignano Sabbiadoro, levantou a marca de 172,5 kg no arranque e 205 no arremesso (377,5 kg no total), tendo ficado com o ouro. No campeonato de 1982, em São Paulo, concluiu com um total de 385 kg, sendo 215 kg no arremesso, que foram recordes mundiais da classe de idade, juniores, na categoria até 82,5 kg.
Pouco antes, numa competição em Dniepropetrovsk, estabelecera novo recorde mundial no arranque — 179 kg, na categoria até 82,5 kg.
Em 1986, Arsamakov participou do Campeonato Mundial para seniores/adultos, em Sófia, Bulgária. Ele levantou 390 kg no total e ficou com a prata, na categoria até 82,5 kg, depois de Assen Zlatev (405 kg).
Em 1988 obteve sucesso nos Jogos Olímpicos de Seul: com 377,5 kg no total (167,5+210), ficou com o ouro na categoria até 82,5 kg.